# FR Близнецов
FR Близнецов (лат. FR Geminorum) — одиночная переменная звезда в созвездии Близнецов на расстоянии (вычисленном из значения параллакса) приблизительно 10 328 световых лет (около 3 167 парсек) от Солнца. Видимая звёздная величина звезды — от +13,5m до +11,9m.
Открыта Куно Хофмейстером в 1944 году.

## Характеристики
FR Близнецов — красная пульсирующая полуправильная переменная звезда типа SRB (SRB) спектрального класса M6. Эффективная температура — около 3452 К.